# So Intense
Singles
So Intense est l'unique album à ce jour publié en 1991 par Lisa Fischer sur le label Elektra. Cet album s'est classé à la centième place du Billboard 200 le 6 juillet 1991.

## Titres
- Save me (Produit et composé par Narada Michael Walden)
- Get Back to Love (Composition Luther Vandross & Marcus Miller, production Luther Vandross)
- How can I Ease the Pain (Produit et composé par Narada Michael Walden)
- So Intense (Produit et composé par Narada Michael Walden)
- Wildflower (production Luther Vandross)
- Some Girls (Composition Luther Vandross & Marcus Miller, production Luther Vandross)
- So Tender
- Send the Message of Love (production Luther Vandross)
- Chain of Broken Hearts
- Last Goodbye

## Singles
- How Can I Ease the Pain, classé à la onzième place du Billboard Hot 100  le 6 juillet 1991
- Save Me, classé à la soixante quatorzième place du Billboard Hot 100  le 21 septembre 1991